# 花柳糸之社中
花柳糸之社中（はなやぎいとゆきしゃちゅう）は、日本のダンスグループである。

## 概要
日本舞踊の舞踊家で振付師としても活動する花柳糸之が率いるダンスグループ。主に演歌歌手のバックダンサーを務めている。
『NHK歌謡コンサート』（NHK総合）、『BS日本のうた』（NHK BSP）、テレビ東京系列ほかで放送されている『にっぽんの歌シリーズ』などの音楽番組に出演しており、NHK紅白歌合戦（NHK総合・ラジオ第1）でもリーダー・花柳糸之が振付けた歌手のバックダンサーを務め、ももいろ歌合戦（BS日テレ・フジテレビNEXT・ニッポン放送など）にも同じく出演している。

## リーダー・花柳糸之
花柳 糸之（はなやぎ いとゆき、1938年または1939年 -）は花柳糸之社中のリーダー。鹿児島県出水市出身。花柳流四天王の一人であった花柳啓之の内弟子として14年間修行した。啓之門下の兄弟弟子に美空ひばり、橋幸夫、村田英雄などがいる。
師匠・啓之が1960年代に歌手の後ろで日本舞踊を舞うスタイルを考案。1975年61歳で亡くなった後、師匠の跡を継ぎNHK紅白歌合戦、NHK歌謡コンサート、どんとこい民謡、フジテレビ系列で放送されている新春かくし芸大会、TBS系列で放送されている日本レコード大賞等の振付を行う。歌手にとって花柳社中をバックに歌うのが一流と評されるステータスとなっていた。
元々は、日本舞踊の華麗なる伝統を保つ考えを軸に活動していたが、師匠・啓之の実の息子で、「オレたちひょうきん族」や「笑っていいとも!」などのディレクターを務めた三宅恵介の、新しいことに挑戦するといった信念や、糸之自身の関心や意志をきっかけに、1975年、井手らっきょの登場を演出し、初のバラエティ進出を果たした。彼曰く、「本来、茶化してはいけない伝統芸能である日本舞踊をイジることによって笑いが生まれる。花柳糸之社中は無茶なお願いをしても何でもやってくれるのでよく起用しました」その後も、1987年「オレたちひょうきん族」にて、山田邦子の後方での舞踊を担当し、ずっこけるなどのコミカルな演出にも対応した。また、糸之は、演出における衣装も他とは被りたくないので手作りをも行なっている。
糸之の弟子には神野美伽等がいる。
1988年からは『オールスターものまね紅白歌合戦』にも多く出演し、当時視聴率30％越えの番組であったことから、さらに有名になった。
また、糸之は、1984年ロサンゼルスオリンピックにて目にしたチアダンサーに感銘を受け、日本にチアリーディングを広めたこととしても知られており、日本チアリーディング協会理事・東京都板橋区文化国際交流財団理事・長野県岡谷市文化財団理事・鹿児島県薩摩大使・パレデ糸之代表取締役社長・バーシティ取締役社長も務めている。
2022年、第73回NHK放送文化賞を受賞。
2023年9月21日、フジテレビ系『私のバカせまい史　誰も調べた事のないバカ歴史』にて「謎のダンス集団　花柳糸之社中史」と題して、花柳 糸之氏（放送時81歳）のインタビューを軸に特集された。